# Franz Seraph von Pfistermeister
Franz Seraph Freiherr von Pfistermeister, né le 14 décembre 1820 à Amberg et décédé le 2 mars 1912 à Munich, est secrétaire à la cour et au Conseil d'État du royaume de Bavière. Il est le secrétaire de cabinet de Louis II au moment de son accession au trône, en 1864. Il apparaît surtout dans les relations entre Richard Wagner et le roi.

## Biographie
Pfistermeister fréquente l'école secondaire à Amberg. Il commence sa carrière au service du Royaume de Bavière comme assistant fiscal militaire. 1849, il est nommé à la Cour de Munich et, en 1866, il travaille comme secrétaire du cabinet des rois Maximilien II et Louis II.

### Wagner
En 1858, déjà, il refuse, à la demande du roi Maximilien II, l’autorisation d'entrée en Bavière de Wagner qui désirait diriger les répétitions de Lohengrin à Munich. Le premier acte « royal » de Louis II, alors qu'il n'a pas encore prêté serment à la constitution, est de faire rechercher Wagner et de l'amener à Munich. C'est  Pfistermeister qui est chargé de cette mission. Au milieu d'avril 1864, il dépêche Pfistermeister à Penzig, non loin de Vienne. C'est là que Wagner a récemment élu domicile avec sa dernière maîtresse, la fille d'un boucher de Vienne. Le compositeur n'est pas chez lui, et Pfistermeister, à qui sa mission ne plaît qu'à moitié, retourne tout droit à Munich. Mais Louis le renvoie à Penzig pour supplément d'enquête. On lui apprend que le maître «est parti pour la Russie ». En fait, Wagner, comme d'habitude, a des difficultés financières. Il s'est réfugié avec Mme Wille à Marienfeld, près de Meilen, sur le lac de Zurich. Pfistermeister rentre à Munich. Mais Louis le renvoie vers Wagner. Le 30 avril, le secrétaire repart vers Zurich en passant par Lindau et  le lac de Constance. Wagner se cache  et prend la fuite devant une nouvelle catastrophe financière. Enfin Pfistermeister, après plusieurs échecs, finit par rejoindre le fugitif, et, le 3 mai 1864, il remet à Wagner l’invitation à se rendre à la Cour, avec un portrait du roi et une bague.
Le jour même, ils sont tous deux à Munich. Le roi les reçoit le lendemain à 14 h. L'entretien dure environ deux heures. Il est sous le charme. Wagner est comme un dieu pour lui. Le musicien le comprend immédiatement et va  profiter pleinement de la situation. Louis II donne l'ordre à Pfistermeister de commander un portrait et un buste de Wagner, et de les joindre à ceux de Shakespeare et de Beethoven qui orne son bureau : il ne peut attendre.
Wagner demeure cinq jours à Munich, puis, nanti par Louis de quelques milliers de florins destinés à régler ses dettes les plus urgentes, puis il se rend à Vienne. Le 13, il est de retour, et le lendemain, il accompagne le roi au lac de Starnberg. Louis habite le château ; il charge Pfistermeister de louer la villa Seehaus, appartenant au comte Pellet, pour que le maître s'y installe. 
Pfistermeister n'aime pas Wagner, quoiqu'il assure le contraire au roi. Il voit dans le musicien un danger à la fois pour Louis et pour les finances de la Bavière. Pfistermeister, à l'instar des autres familiers du roi et à ses ministres, considère le compositeur comme un simple aventurier dans le besoin, tout prêt à exploiter l’inexpérience de leur souverain pour le saigner aux quatre veines.
Il dit à un ami qu'il fera en sorte que Louis ne voie pas trop souvent Wagner. Homme de confiance du ministre Ludwig von der Pfordten, il intrigue contre le musicien et révèle à la presse les prodigalités de Louis et le contenu des lettres enflammées qu'il lui adresse. D'ailleurs, Wagner, plus tard, dira de Pfistermeister qu'il est « l'auteur de notre malheur ». En effet, le secrétaire obtient du roi l'exil du maître avant d'être lui-même renvoyé, en octobre 1866.
Mais en 1865, Wagner croit dominer la situation. À ce moment, en effet, il expose à Mme Wille qu'il se prépare à renverser le ministère de von der Pfordten et d'éliminer Pfistermeister. En avril, Paul von Thurn und Taxis avertit Pfistermeister que, par suite des intrigues de Wagner, sa position devenait incertaine. C'est alors que von der Pfordten, qui sait tout cela et devine que Wagner est incapable de se tenir tranquille, décide, fort de l'appui de l'opinion publique, de se débarrasser de lui. En décembre, Wagner quitte Munich pour la Suisse.

### Fin de carrière
L'année suivante, en octobre 1866, Pfistermeister est renvoyé. De 1864 à 1895, il fait partie du Conseil d’État du Royaume de Bavière. Il reviendra beaucoup plus tard aux affaires, en janvier 1884, comme secrétaire de la cour, en plein marasme économique à cause des dépenses exagérées du roi. Quelques mois plus tard, sans avoir pu relever la situation, il est remplacé par un certain Hermann Gresser, capitaine en retraite. Il meurt le 2 mars 1912 à son domicile de la Knöbelstraße, à Munich. Sa tombe ornée un buste est visible dans l'Ancien cimetière du Sud de Munich.

## Sources
- Desmond Chapman-Huston, Tragédie fantastique. La Vie de Louis II de Bavière, Hachette, 1957, traduction par Anne-Marie Soulac de : (en) Desmond Chapman-Huston, Bavarian Fantasy. The Story of Ludwig II. 1955.
- Jean des Cars, Louis II de Bavière, éd. Perrin, 1995,  (ISBN 2-262-01305-5)